# Кличковичі
Кличко́вичі — село в Україні, у Луківській селищній громадІ Ковельського району Волинської області. Населення — 41 особа.

## Історія
У 1906 році село Старокошарської волості Ковельського повіту Волинської губернії. Відстань від повітового міста 15 верст, від волості 8. Дворів 34, мешканців 243.
З XVII ст. до 1775 року селом володіла родина Достоєвських — предків російського письменника Ф.Достоєвського.
Після ліквідації Турійського району 19 липня 2020 року село увійшло до Ковельського району.

## Населення
Згідно з переписом УРСР 1989 року чисельність наявного населення села становила 70 осіб, з яких 37 чоловіків та 33 жінки.
За переписом населення України 2001 року в селі мешкало 40 осіб. 100 % населення вказало своєю рідною мовою українську мову.